# Football Club Savoia 1908 2007-2008
Questa voce raccoglie le informazioni riguardanti il Savoia nelle competizioni ufficiali della stagione 2007-2008.

## Stagione
La stagione 2007-2008 fu l'86ª stagione sportiva del Savoia.
Serie D 2007-2008: 7º posto

## Divise e sponsor
| Manica sinistra · Maglietta · Manica destra · Pantaloncini · Calzettoni |

## Organigramma societario
Area direttiva
- Presidente:  Luigi Giannatiempo
- Presidente onorario: Michele Palladino

Area organizzativa
- Team manager: Alessandro Farinelli
- Segretario: Giovanni Vitiello, Salvatore De Simone
- Addetto stampa: Rodolfo Nastro, Damiano Annunziata
- Addetto arbitri: Carodio Iovine

Area tecnica
- Direttore Sportivo: Felicio Ferraro
- Allenatore:  Massimo Agovino (1ª-18ª) poi
 Sergio La Cava (19ª-28ª) poi
 Giuseppe Nunziata (29ª-30ª) poi
 Ciro Vesce (31ª-34ª)

## Rosa
| N. |                   | Ruolo | Calciatore                      |
| -- | ----------------- | ----- | ------------------------------- |
|    | Italia (bandiera) | P     | Aldo Ingenito                   |
|    | Italia (bandiera) | P     | Raffaele Masullo                |
|    | Italia (bandiera) | P     | Alessandro Parisi               |
|    | Italia (bandiera) | P     | Antonio Pica                    |
|    | Italia (bandiera) | D     | Antonio Abate                   |
|    | Italia (bandiera) | D     | Roberto Antuoni                 |
|    | Italia (bandiera) | D     | Marco Carbonaro                 |
|    | Italia (bandiera) | D     | Diego Esposito                  |
|    | Italia (bandiera) | D     | Luigi Immobile                  |
|    | Italia (bandiera) | D     | Antonino La Monica              |
|    | Italia (bandiera) | D     | Stefano Riccio                  |
|    | Italia (bandiera) | D     | Antonio Rogazzo                 |
|    | Italia (bandiera) | D     | Francesco Salvatore             |
|    | Italia (bandiera) | D     | Andrea Santoro                  |
|    | Italia (bandiera) | D     | Giorgio Scognamiglio (capitano) |
|    | Italia (bandiera) | D     | Antonio Semplice                |
|    | Italia (bandiera) | D     | Pasquale Sessa                  |
|    | Italia (bandiera) | C     | Mario Barone                    |
|    | Italia (bandiera) | C     | Paolino Barone                  |
|    | Italia (bandiera) | C     | Vincenzo Caso                   |

| N. |                   | Ruolo | Calciatore          |
| -- | ----------------- | ----- | ------------------- |
|    | Italia (bandiera) | C     | Mauro Chiaiese      |
|    | Italia (bandiera) | C     | Leonardo Chisena    |
|    | Italia (bandiera) | C     | Stefano Costantino  |
|    | Italia (bandiera) | C     | Claudio De Rosa     |
|    | Italia (bandiera) | C     | Alberto Esposito    |
|    | Italia (bandiera) | C     | Alex Montalcino     |
|    | Italia (bandiera) | C     | Giuseppe Pariggiano |
|    | Italia (bandiera) | C     | Salvatore Petrozzi  |
|    | Italia (bandiera) | C     | Luigi Prisco        |
|    | Italia (bandiera) | C     | Pasquale Savino     |
|    | Italia (bandiera) | C     | Carlo Siciliano     |
|    | Italia (bandiera) | C     | Aurelio Venditto    |
|    | Italia (bandiera) | C     | Giuseppe Vitale     |
|    | Italia (bandiera) | A     | Francesco De Biase  |
|    | Italia (bandiera) | A     | Marco Incoronato    |
|    | Italia (bandiera) | A     | Antonio Mascolo     |
|    | Italia (bandiera) | A     | Antonio Rufino      |
|    | Italia (bandiera) | A     | Michele Solimene    |
|    | Italia (bandiera) | A     | Rosario Stanzione   |

## Calciomercato
| Acquisti | Acquisti            | Acquisti            | Acquisti |
| R.       | Nome                | da                  | Modalità |
| -------- | ------------------- | ------------------- | -------- |
| P        | Alessandro Parisi   | Cisco Roma          |          |
| P        | Antonio Pica        | Sapri               |          |
| D        | Marco Carbonaro     | Cisco Roma          |          |
| D        | Diego Esposito      | Internapoli         |          |
| D        | Antonio Rogazzo     | Rende               |          |
| D        | Francesco Salvatore | Sapri               |          |
| D        | Andrea Santoro      | Vico Equense        |          |
| C        | Mauro Chiaiese      | Horatiana Venosa    |          |
| C        | Leonardo Chisena    | Matera              |          |
| C        | Alberto Esposito    | Sapri               |          |
| C        | Salvatore Petrozzi  | Fano                |          |
| C        | Luigi Prisco        | Avellino            |          |
| C        | Carlo Siciliano     | Ferentino           |          |
| C        | Aurelio Venditto    | Neapolis            |          |
| A        | Marco Incoronato    | San Felice Normanna |          |
| A        | Antonio Rufino      | Neapolis            |          |
| A        | Michele Solimene    | Sorrento            |          |
| A        | Rosario Stanzione   | Sanremese           |          |

| Cessioni | Cessioni | Cessioni | Cessioni |
| R.       | Nome     | a        | Modalità |
| -------- | -------- | -------- | -------- |
|          |          |          |          |

## Risultati

### Serie D

#### Girone di andata
| Arbitro: | Pietro Carlo Pollaci (Palermo) |

|                          |           |                    |
| Solimene 5’ De Biase 19’ | Marcatori | 34’, 41’ Del Prete |

| Arbitro: | Alessandro Greco (Lecce) |

|                              |           |  |
| Conte 10’ Abate 90+5’ (aut.) | Marcatori |  |

| Arbitro: | Marco Di Bello (Brindisi) |

|                     |           |                         |
| Incoronato 16’, 53’ | Marcatori | 6’ Orefice 37’ Esposito |

| Arbitro: | Ernetti (Roma) |

|                                     |           |  |
| Giacco 30’ (rig.) De Pascalis 90+2’ | Marcatori |  |

| Arbitro: | Menicatti (Lecco) |

|                             |           |  |
| Venditto 39’ Incoronato 67’ | Marcatori |  |

| Arbitro: | Gabriele Scozzafava (Firenze) |

|                                        |           |  |
| Zolfo 42’ Di Girolamo 51’ Ingenito 72’ | Marcatori |  |

| Arbitro: | Alessandro Marinelli (Jesi) |

|  |           |                   |
|  | Marcatori | 34’, 39’ Pignatta |

| Arbitro: | Antonio Pignone (Empoli) |

|                         |           |             |
| Scognamiglio 15’ (aut.) | Marcatori | 28’ De Rosa |

| Arbitro: | Pellegrini (Roma) |

|             |           |                         |
| De Rosa 48’ | Marcatori | 32’ (aut.) Scognamiglio |

| Arbitro: | Vanni Buttarelli (Ciampino) |

|  |           |                             |
|  | Marcatori | 40’ De Rosa 62’ Esposito A. |

| Arbitro: | Gianluca Benassi (Bologna) |

|                                  |           |  |
| Incoronato 32’, 39’ Venditto 64’ | Marcatori |  |

| Arbitro: | Flamingo (Pisa) |

|                |           |                |
| Marzullo 90+1’ | Marcatori | 90+4’ Venditto |

| Arbitro: | Matteo Valente (Roma) |

|            |           |                                           |
| Ancora 68’ | Marcatori | 66’ Venditto 71’ De Rosa 90+5’ Incoronato |

| Arbitro: | Silvia Tea Spinelli (Roma) |

|                                 |           |  |
| Incoronato 40’, 62’ De Rosa 79’ | Marcatori |  |

| Arbitro: | Adduci (Paola) |

|                               |           |  |
| Simonetti 70’ Chiesa 78’, 86’ | Marcatori |  |

| Arbitro: | Gianluca Mercante (Agrigento) |

|                            |           |  |
| Incoronato 35’ Pastore 63’ | Marcatori |  |

| Arbitro: | Rizzo (Barcellona Pozzo di Gotto) |

|              |           |  |
| Langella 19’ | Marcatori |  |

#### Girone di ritorno
| Arbitro: | Quitadano (Modena) |

|                                  |           |             |
| Del Prete 30’, 34’ Diallo F. 60’ | Marcatori | 27’ De Rosa |

| Arbitro: | Giovanni De Salvo (Messina) |

|                        |           |  |
| Riccio 3’ Chiaiese 82’ | Marcatori |  |

| Ischia 13 gennaio 2008, ore CEST 20ª giornata | Ischia Isolaverde | 0 – 0 | Savoia | \| Arbitro: \| Assisi (Roma) \| |
| Arbitro:                                      | Assisi (Roma)     |       |        |                                 |

| Arbitro: | Marco Andrea Ferri (Faenza) |

|                  |           |          |
| Incoronato 45+3’ | Marcatori | 59’ Soto |

| Arbitro: | Maurizio Mariani (Aprilia) |

|  |           |                                 |
|  | Marcatori | 13’ Scognamiglio 69’ Incoronato |

| Arbitro: | Alberto Di Stefano (Alghero) |

|  |           |                       |
|  | Marcatori | 32’ Sarli 49’ Marasco |

| Arbitro: | Amerigo Aloisi (Avezzano) |

|  |           |               |
|  | Marcatori | 13’ Stanzione |

| Arbitro: | Michele Chiantini (Pisa) |

|                    |           |  |
| Stanzione 65’, 76’ | Marcatori |  |

| Arbitro: | Piero Silvestri (Isernia) |

|               |           |                    |
| Visciglia 12’ | Marcatori | 72’ (rig.) De Rosa |

| Arbitro: | Gaetano Intagliata (Siracusa) |

|              |           |  |
| Venditto 87’ | Marcatori |  |

| Arbitro: | Stefano Casaluci (Lecce) |

|  |           |                |
|  | Marcatori | 60’ Incoronato |

| Torre Annunziata 30 marzo 2008, ore CEST 29ª giornata | Savoia                     | 0 – 0 | Viribus Unitis | Stadio Alfredo Giraud\| Arbitro: \| Leonardo Trovato (Cosenza) \| |
| Arbitro:                                              | Leonardo Trovato (Cosenza) |       |                |                                                                   |

| Arbitro: | Paolo Pierantoni (Ancona) |

|                            |           |                                                    |
| De Rosa 34’ Incoronato 45’ | Marcatori | 5’, 42’ Principiano 46’ Ancora 61’ Risi 89’ Valdez |

| Arbitro: | Grazioli (Lodi) |

|               |           |             |
| Sifonetti 84’ | Marcatori | 44’ De Rosa |

| Arbitro: | Giuseppe Monaco (Tivoli) |

|                                         |           |                        |
| Incoronato 12’ De Rosa 28’ Chiaiese 70’ | Marcatori | 4’ Lacarra 80’ D’Amblè |

| Arbitro: | Matteo Princig (Trieste) |

|                                                         |           |                                 |
| Pastore 11’, 65’ (rig.) Ausiello 33’, 90+3’ Alterio 67’ | Marcatori | 16’ Venditto 27’ (rig.) De Rosa |

| Arbitro: | Lobila (Cagliari) |

|  |           |                 |
|  | Marcatori | 61’, 74’ Grieco |

### Coppa Italia
| Torre Annunziata 19 agosto 2007 Primo Turno – Andata                                      | Savoia    | 3 – 1     | Viribus Unitis | Stadio Alfredo Giraud |
| \| \| \| \| \| Immobile 51’ Incoronato 54’ A. Esposito 90+4’ \| Marcatori \| 33’ Manco \| |           |           |                |                       |
|                                                                                           |           |           |                |                       |
| Immobile 51’ Incoronato 54’ A. Esposito 90+4’                                             | Marcatori | 33’ Manco |                |                       |

| Somma Vesuviana 26 agosto 2007 Primo Turno – Ritorno | Viribus Unitis | 1 – 0 | Savoia | Stadio Comunale Felice Nappi |
| \| \| \| \| \| Mariniello 79’ \| Marcatori \| \|     |                |       |        |                              |
|                                                      |                |       |        |                              |
| Mariniello 79’                                       | Marcatori      |       |        |                              |

| Torre Annunziata 19 settembre 2007 Secondo Turno – 1ª giornata             | Savoia    | 2 – 1       | Aversa Normanna | Stadio Alfredo Giraud |
| \| \| \| \| \| Venditto 40’ Stanzione 90+1’ \| Marcatori \| 44’ Palumbo \| |           |             |                 |                       |
|                                                                            |           |             |                 |                       |
| Venditto 40’ Stanzione 90+1’                                               | Marcatori | 44’ Palumbo |                 |                       |

| Quarto 10 ottobre 2007 Secondo Turno – 3ª giornata | Angri     | 0 – 1        | Savoia | Stadio Comunale |
| \| \| \| \| \| \| Marcatori \| 34’ De Biase \|     |           |              |        |                 |
|                                                    |           |              |        |                 |
|                                                    | Marcatori | 34’ De Biase |        |                 |

| Pomigliano d’Arco 17 ottobre 2007 Terzo Turno – 1ª giornata | Pomigliano | 0 – 3 A tavolino | Savoia | Stadio Ugo Gobbato |

| Torre Annunziata 14 novembre 2007 Terzo Turno – 3ª giornata                                   | Savoia    | 3 – 1           | Bacoli Sibilla Flegrea | Stadio Alfredo Giraud |
| \| \| \| \| \| Stanzione 45’ Venditto 58’ Incoronato 90+3’ \| Marcatori \| 34’ Di Domenico \| |           |                 |                        |                       |
|                                                                                               |           |                 |                        |                       |
| Stanzione 45’ Venditto 58’ Incoronato 90+3’                                                   | Marcatori | 34’ Di Domenico |                        |                       |

| Torre Annunziata 28 novembre 2007 Ottavi di finale – Andata | Savoia    | 0 – 2                    | Morolo | Stadio Alfredo Giraud |
| \| \| \| \| \| \| Marcatori \| 7’ Parasmo 69’ Macciocca \|  |           |                          |        |                       |
|                                                             |           |                          |        |                       |
|                                                             | Marcatori | 7’ Parasmo 69’ Macciocca |        |                       |

| Morolo 12 dicembre 2007 Ottavi di finale – Ritorno              | Morolo    | 2 – 0 | Savoia | Stadio Nando Marocco |
| \| \| \| \| \| Del Giudice 45+3’ Parasmo 87’ \| Marcatori \| \| |           |       |        |                      |
|                                                                 |           |       |        |                      |
| Del Giudice 45+3’ Parasmo 87’                                   | Marcatori |       |        |                      |

## Statistiche

### Statistiche di squadra
| Competizione         | Punti | In casa | In casa | In casa | In casa | In casa | In casa | In trasferta | In trasferta | In trasferta | In trasferta | In trasferta | In trasferta | Totale | Totale | Totale | Totale | Totale | Totale | D.R. |
| Competizione         | Punti | G       | V       | N       | P       | Gf      | Gs      | G            | V            | N            | P            | Gf           | Gs           | G      | V      | N      | P      | Gf     | Gs     | D.R. |
| -------------------- | ----- | ------- | ------- | ------- | ------- | ------- | ------- | ------------ | ------------ | ------------ | ------------ | ------------ | ------------ | ------ | ------ | ------ | ------ | ------ | ------ | ---- |
| Serie D              | 49    | 17      | 8       | 5       | 4       | 25      | 19      | 17           | 5            | 5            | 7            | 16           | 24           | 34     | 13     | 10     | 11     | 41     | 43     | -2   |
| Coppa Italia Serie D | 12    | 4       | 3       | 0       | 1       | 8       | 5       | 4            | 2            | 0            | 2            | 4            | 3            | 8      | 5      | 0      | 3      | 12     | 8      | +4   |
| Totale               | 61    | 21      | 11      | 5       | 5       | 33      | 24      | 21           | 7            | 5            | 9            | 20           | 27           | 42     | 18     | 10     | 14     | 53     | 51     | +2   |

### Andamento in campionato
| Giornata  | 1 | 2 | 3 | 4 | 5 | 6 | 7 | 8 | 9 | 10 | 11 | 12 | 13 | 14 | 15 | 16 | 17 | 18 | 19 | 20 | 21 | 22 | 23 | 24 | 25 | 26 | 27 | 28 | 29 | 30 | 31 | 32 | 33 | 34 |
| --------- | - | - | - | - | - | - | - | - | - | -- | -- | -- | -- | -- | -- | -- | -- | -- | -- | -- | -- | -- | -- | -- | -- | -- | -- | -- | -- | -- | -- | -- | -- | -- |
| Luogo     | C | T | C | T | C | T | C | T | C | T  | C  | T  | T  | C  | T  | C  | T  | T  | C  | T  | C  | T  | C  | T  | C  | T  | C  | T  | C  | C  | T  | C  | T  | C  |
| Risultato | V | P | N | P | V | P | P | N | N | V  | V  | N  | V  | V  | P  | N  | P  | P  | V  | N  | N  | V  | P  | V  | V  | N  | V  | V  | N  | P  | N  | V  | P  | P  |
| Posizione | 1 |   |   |   |   |   |   |   |   |    |    |    |    |    |    |    |    |    |    |    |    |    |    |    |    |    |    |    |    |    |    |    |    | 7  |

### Statistiche dei giocatori
Sono in corsivo i calciatori che hanno lasciato la società a stagione in corso. 
| Giocatore      | Serie D  | Serie D | Serie D     | Serie D    | Coppa Italia Serie D | Coppa Italia Serie D | Coppa Italia Serie D | Coppa Italia Serie D | Totale   | Totale | Totale      | Totale     |
| Giocatore      | Presenze | Reti    | Ammonizioni | Espulsioni | Presenze             | Reti                 | Ammonizioni          | Espulsioni           | Presenze | Reti   | Ammonizioni | Espulsioni |
| -------------- | -------- | ------- | ----------- | ---------- | -------------------- | -------------------- | -------------------- | -------------------- | -------- | ------ | ----------- | ---------- |
| [[N. Cognome]] |          |         |             |            |                      |                      |                      |                      | 0        | 0      | 0           | 0          |